# Stazione di Sakai-Higashi
La stazione di Sakai-Higashi (堺東駅?, Sakai-Higashi-eki) è una stazione ferroviaria della città di Sakai, nella prefettura di Osaka situata nel quartiere di Sakai-ku, è gestita dalle Ferrovie Nankai e servita dalla linea Kōya; fermano tutti i treni.

## Linee e servizi
Ferrovie Nankai
● Linea Nankai Kōya

## Struttura
La stazione è dotata di due marciapiedi a isola e quattro binari passanti. I marciapiedi sono collegati al grande fabbricato viaggiatori da scale mobili, fisse e ascensori, e all'interno della stazione sono presenti diversi servizi.
| 1-2 | ● Linea Nankai Kōya | per Nakamozu (serv. diretto via ferrovia Semboku per Izumi-Chūō), Kawachinagano, Hashimoto e Kōyasan |
| 3-4 | ● Linea Nankai Kōya | per Shin-Imamiya, Imamiyaebisu e Namba                                                               |

## Stazioni adiacenti
| «                 | Servizio               | »                 |
| Linea Nankai Kōya | Linea Nankai Kōya      | Linea Nankai Kōya |
| ----------------- | ---------------------- | ----------------- |
| Asakayama         | Locale                 | Mikunigaoka       |
| Tengachaya        | Semiespresso           | Mikunigaoka       |
| Tengachaya        | Semiesp. Sez.          | Fukai Kita-Hanada |
| Tengachaya        | Espresso               | Kita-Hanada       |
| Tengachaya        | Espresso Rapido        | Kita-Hanada       |
| Tengachaya        | Espr. Lim. Kōya/Rinkan | Kongō             |